# Andrea Brabencová
Andrea Brabencová, coniugata Dépraz (Brno, 23 marzo 1974), è un'ex cestista ceca, fino al 1992 cecoslovacca.

## Carriera
Con la Rep. Ceca ha disputato i Campionati europei del 1997.